# 카프카니아 조약돌

카프카니아 조약돌의 앞뒷면

카프카니아 조약돌은 선문자 B 글자들과 양날도끼 기호가 새겨진 약 5 cm 길이의 조약돌이다. 1994년 4월 1일 그리스 올림피아에서 북쪽으로 약 7 km 거리에 있는 카프카니아의 기원전 17세기 유적에서 발견되었다. 만약 진품이라면 그리스 본토에서 가장 오래된 문자 기록이자 선문자 B로 된 가장 오래된 기록이 되겠지만, 현대에 만들어진 위조품으로 여겨진다.

## 새김글
조약돌에는 8개의 선문자 B 음절 기호가 새겨져 있고 a-so-na / qo-ro-qa / qa-jo라고 읽을 수 있다. 뒷면에는 양날도끼 기호가 새겨져 있다. 일부 학자들은 새김글이 미케네 그리스어로 해석된다고 주장하지만 논란의 대상이다. G. 오언스는 새김글이 미케네 문명의 것이 아니라 미노아 문명의 것이라고 주장한다. 즉 미노아인이 미케네인을 위해 글씨를 써 준 것일 수도 있다는 것이다. 크노소스의 선문자 B 기록 이적에 미케네인들이 문자를 사용했다는 증거는 없다.

## 위조
많은 미케네 금석학 전문가들은 카프카니아 조약돌이 진품이라는 데 심각한 의심을 표했다. 카프카니아 조약돌이 위조되었다는 정황으로는 다음과 같은 것이 있다.
- 미케네 및 미노아 금석문에는 조약돌에 글씨를 새긴 다른 사례가 없다.
- 미케네 및 미노아 금석문에는 도끼를 둘러싼 ‘광선’ 무늬와 비슷한 다른 사례가 없다.
- 기호들은 대체로 용의주도하게 새겨졌으나 하나는 “뜬금없는 그라피토”처럼 보인다.
- 조약돌이 벽에 박혀 있었다는 것은 기이하고 선례가 없는 일이다.
- 선문자 B는 일관되게 왼쪽에서 오른쪽으로 쓰지만 조약돌의 글씨는 좌우 교대 서법처럼 보인다.
- 서체가 시대에 맞지 않아 보인다.
- 역사적으로 볼 때 펠로폰네소스반도 동북부에서 선문자 B를 사용했을 가능성은 낮다.
- 조약돌은 만우절 아침에 발견되었다.[6] 만약 조약돌이 위조된 것이라면, 조약돌에 적힌 a-so-na라는 기호는 발견자인 크세니 아라포야니와 외르크 람바흐의 아들의 이름인 이아소나스(Iasonas)를 적은 것일 가능성이 있다.[2]

## 참고 문헌
- Arapojanni, Xeni; Rambach, Jörg; Godart, Louis (2002). 《Kavkania: Die Ergebnisse der Ausgrabung von 1994 auf dem Hügel von Agrilitses》. Mainz: von Zabern. ISBN 3-8053-2934-2.